# Swartzia peremarginata
Swartzia peremarginata là một loài thực vật có hoa trong họ Đậu. Loài này được Cowan miêu tả khoa học đầu tiên.